# Cecilia L. Ridgeway
Cecilia L. Ridgeway (meist Cecilia Ridgeway)  (* 22. November 1947 in Edinburg, Texas) ist eine US-amerikanische Soziologin, die 2013 als 104. Präsidentin der American Sociological Association (ASA) amtierte. Sie ist Inhaberin der Lucie Stern Professur an der Stanford University. Ihre Forschungsgebiete sind Sozialpsychologie,  Soziale Schichtung im Gender-Zusammenhang und Kultursoziologie.

## Werdegang
Ridgeway studierte Soziologie und Sozialpsychologie, legte ihr Bachelor-Examen 1967 an der University of Michigan und ihr Master-Examen 1969 an der Cornell University ab. Ebendort wurde sie 1972 zur Ph.D. promoviert. Nach Stationen an verschiedenen US-amerikanischen Universitäten wurde sie 1985 Professorin an der University of  Iowa. Seit 1991 lehrt sie an der Stanford University, ab 2004 als Lucie-Stern-Professorin.
2025 wurde Ridgeway zum Mitglied der National Academy of Sciences gewählt.

## Schriften (Auswahl)
- The Dynamics of Small Groups. St. Martin’s Press, New York 1983, ISBN 0-312-22369-2.
- Herausgeberin: Gender, Interaction and Inequality. Springer-Verlag, New York 1992, ISBN 0-387-97578-0.
- Framed by Gender. How Gender Inequality Persists in the Modern World. Oxford University Press, New York 2011, ISBN 978-0-19-975577-6.
- Status. Why is it everywhere? Why does it matter?. The Russell Sage Foundation, New York 2019, ISBN 978-1-61044-889-5.